# Два патлака
„Два патлака“ (на английски: 2 Guns) е американска екшън комедия от 2013 г. на режисьора Балтасар Кормакур с участието на Дензъл Уошингтън и Марк Уолбърг. Базирана е на едноименната комиксова поредица, създадена от Стивън Грант и Матеус Сантолоуко, публикувана през 2007 г. от „Бум Студиос“. Филмът е пуснат на 2 август 2013 г. в САЩ от „Юнивърсъл Пикчърс“ със смесени отзиви от критиците.

## Актьорски състав
| Актьор              | Роля                         |
| ------------------- | ---------------------------- |
| Дензъл Уошингтън    | Специален агент Робърт Тренч |
| Марк Уолбърг        | Майкъл Стигман               |
| Пола Патън          | Специален агент Деб Рийс     |
| Бил Пакстън         | Ърл                          |
| Джеймс Марсдън      | Харолд Куинс                 |
| Фред Уорд           | Адмирал Тюи                  |
| Едуард Джеймс Олмос | Мани Греко                   |
| Робърт Джон Бърк    | Специален агент Джесъп       |
| Патрик Фишлър       | Доктор Кен                   |
| Едгар Ареола        | Руди                         |

## Продукция
Филмът е адаптация на едноименната комиксова поредица, създадена от Стивън Грант.

## В България
В България филмът е пуснат по кината на 13 септември 2013 г. от „Александра Филмс“.
На 12 януари 2014 г. е издаден на DVD от „Ентъртейнмънт Комерс“.
На 9 април 2017 г. е излъчен за първи път по „Нова телевизия“ в неделя от 20:00 ч.